# Holochilus sciureus
Holochilus sciureus је врста глодара из породице хрчкова (Cricetidae).

## Распрострањеност
Ареал врсте покрива средњи број држава. Врста је присутна у Бразилу, Венецуели, Колумбији, Перуу, Еквадору, Боливији, Суринаму, Гвајани и Француској Гвајани.

## Станиште
Станишта врсте су речни екосистеми и слатководна подручја. Врста је присутна на подручју река Амазон и Ориноко у Јужној Америци.

## Угроженост
Ова врста није угрожена, и наведена је као последња брига јер има широко распрострањење.